# Stade Raymond-Faucher
Le stade Raymond-Faucher est un stade omnisports situé à Malemort, dans le département de la Corrèze, en France. Il est le stade résident de l'EV Malemort Brive, l'équipe de rugby à XV de la ville.

## Historique
Lors de la création du club de Malemort-sur-Corrèze, la Vigilante malemortoise, un terrain situé le long de la Corrèze. Les joueurs déménagent plus tard à quelques centaines de mètres, le long de l'avenue du Progrès ; ce terrain est mis à disposition sur décision de l'équipe municipale de l'époque, menée par le maire Raymond Faucher, dans le but de créer un espace sportif pour les clubs de football et de rugby.
Après deux ans de travaux, le terrain d'honneur et ses tribunes sont inaugurées en 1977, dans le cadre d'un match de gala entre le CA Brive et le Stade aurillacois.
Après la mort de Raymond Faucher, le stade est rebaptisé en son honneur, à l'issue d'un match amical entre le CA Brive et le CS Bourgoin-Jallieu, pendant la saison 1998-1999.

## Utilisations du stade
Le stade est tout d'abord à la fois à disposition auprès des clubs de football et de rugby à XV de la ville. Dans la première moitié des années 1980, la première association bénéficie de son propre terrain, laissant l'entière disposition du stade au club de rugby.

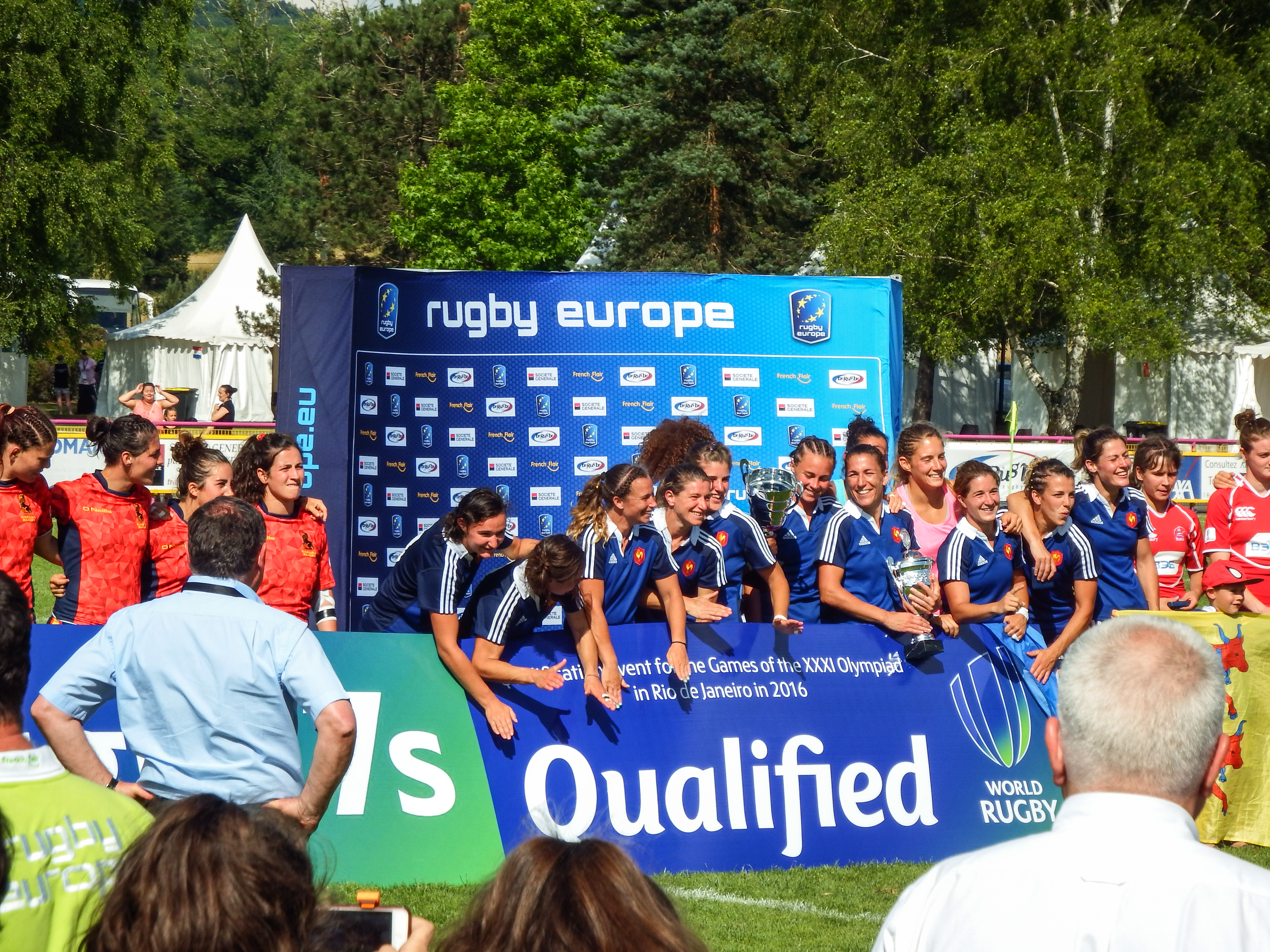
Le stade accueille le Malemort Sevens 2015, et voit la qualification de l'équipe de France pour les Jeux olympiques de 2016.

Il accueille les 20 et 21 juin 2015 le Malemort Sevens, l'étape française des Seven's Grand Prix Series, tournoi européen féminin qui fait cette année office de tournoi qualificatif continental pour les Jeux olympiques de 2016. La compétition, disputée les trois saisons précédentes au stade Amédée-Domenech de Brive-la-Gaillarde, y est en effet délocalisée pour cause de rénovation de la pelouse du stade briviste,. Après le succès de l'édition 2015, le stade est à nouveau désigné pour accueillir l'édition 2016 à l'issue des Jeux olympiques, ainsi qu'en 2017.